# パウロ・グリロ
パウロ・ラファエル・グリロ・ダス・ネヴェス（Paulo Rafael Grilo das Neves 、1991年8月19日 - ）は、ポルトガル・フィゲイラ・ダ・フォス出身のサッカー選手。ルシタニアFC所属。ポジションは、ミッドフィールダー（守備的ミッドフィールダー）。